# Fausto Gabriel Trávez Trávez

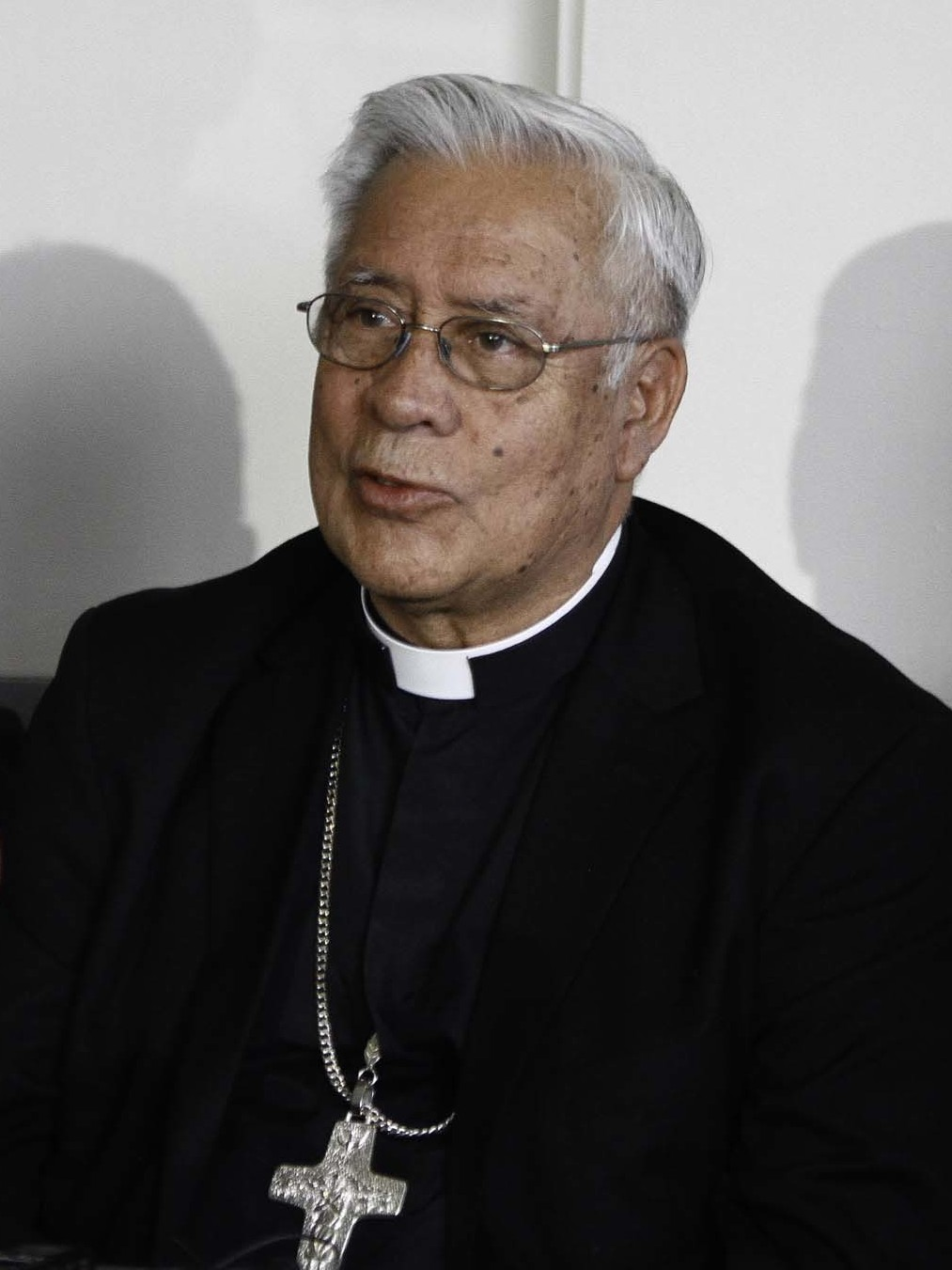
Trávez (2015)

Erzbischofswappen von Fausto Gabriel Trávez Trávez

Fausto Gabriel Trávez Trávez OFM (* 18. März 1941 in Toacazo) ist ein ecuadorianischer Ordensgeistlicher und emeritierter römisch-katholischer Erzbischof von Quito.

## Leben
Fausto Gabriel Trávez Trávez trat der Ordensgemeinschaft der Franziskaner (OFM) bei, legte die feierliche Profess am 15. Oktober 1965 ab und empfing am 12. Dezember 1970 die Priesterweihe.
Papst Johannes Paul II. ernannte ihn am 1. Februar 2003 zum Apostolischen Vikar von Zamora in Ecuador und Titularbischof von Sullectum. Die Bischofsweihe spendete ihm der Apostolische Nuntius in Ecuador, Alain Paul Charles Lebeaupin, am 15. März desselben Jahres; Mitkonsekratoren waren Vicente Rodrigo Cisneros Durán, Erzbischof von Cuenca, und Serafín Luis Alberto Cartagena Ocaña OFM, emeritierter Apostolischer Vikar von Zamora in Ecuador.
Am 27. März 2008 wurde Fausto Gabriel Trávez Trávez zum Bischof von Babahoyo ernannt und am 24. Mai desselben Jahres in das Amt eingeführt. Am 11. September 2010 wurde er zum Erzbischof von Quito ernannt und am 22. Oktober desselben Jahres in das Amt eingeführt.
Im Mai 2014 wurde Erzbischof Trávez als Nachfolger von Erzbischof Antonio Arregui Yarza für den Zeitraum von 2014 bis 2017 zum Vorsitzenden der Conferencia Episcopal Ecuatoriana (CEE), der Ecuadorianischen Bischofskonferenz, gewählt.
Papst Franziskus nahm am 5. April 2019 seinen altersbedingten Rücktritt an.